# Scalenghe
Scalenghe és un comune (municipi) de la ciutat metropolitana de Torí, a la regió italiana del Piemont, situat a uns 25 quilòmetres al sud-oest de Torí. A 1 de gener de 2019 la seva població era de 3.282 habitants.
Scalenghe limita amb els següents municipis: None, Pinerolo, Airasca, Piscina, Castagnole Piemonte, Buriasco i Cercenasco.